# Billy Dee Williams
Billy Dee Williams, nome artístico para William December Williams, (Nova Iorque, 6 de abril de 1937) é um ator estadunidense, mais conhecido pelo seu papel na famosa saga Star Wars como Lando Calrissian.

## Filmografia parcial
- 2019 - Star Wars 9 - A Ascensão Skywalker
- 2014 - Glee
- 2013 - Blondie: The Florence Ballard Story
- 2012 - Modern Family
- 2009 - Fanboys
- 2000 - 18 Wheels of Justice
- 1999 - Medo Silencioso
- 1998 - Vingança Sem Limite
- 1997 - Tubarões de Aço
- 1996 - Alvo Imortal
- 1996 - Il Quarto Re
- 1996 - The Prince
- 1996 - El Cuarto Rey
- 1994 - Mascara da Morte
- 1993 - Alien Intruder
- 1989 - Batman
- 1987 - Tiras Especiais
- 1986 - Mar de Fogo
- 1986 - Mulher de Coragem
- 1984 - Bomba Relógio
- 1983 - Star Wars 6 - O Retorno de Jedi
- 1983 - Marvin e Tige - Todo Mundo Precisa de Alguém
- 1981 - Falcões da Noite
- 1980 - Star Wars 5 - O Império Contra-Ataca
- 1980 - Pânico na Torre
- 1977 - Scott Joplin
- 1976 - Bingo Long e os Craques do Beisebol
- 1973 - Hit!
- 1972 - Lady Sings the Blues